# Alyxia hainanensis
Alyxia hainanensis är en oleanderväxtart som beskrevs av Elmer Drew Merrill och Chun. Alyxia hainanensis ingår i släktet Alyxia och familjen oleanderväxter. Inga underarter finns listade i Catalogue of Life.